# Rostroter Lärchen-Röhrling
Der Rostrote Lärchen-Röhrling (Suillus tridentinus) ist ein Pilz aus der Familie der Schmierröhrlingsverwandten. Er ist vor allem auf kalkreichen Böden verbreitet und stark an Lärchen gebunden, denen er seinen deutschen Namen verdankt.

## Merkmale

### Makroskopische Merkmale
Der Hut des Rostroten Lärchen-Röhrlings ist etwa 5 bis 15 Zentimeter breit und zunächst halbkugelig, später dann gewölbt. Der Hutrand ist bei jungen Pilzen eingerollt und später herabgebogen, bei jungen Pilzen ist er zudem mit Resten des Velums behangen. Die Farbe des Hutes reicht von zimtbraun bis orange-rot. Die Huthaut ist faserig eingewachsen, bei feuchter Witterung typisch schmierig. Die erst gelblichen, dann orangeroten Röhren des Pilzes sind zum Stiel hin langgezogen, angewachsen und leicht herablaufend, mit einem Durchmesser von einem Millimeter. Die Poren sind eckig und orange bis braun-orange (bei Sporenreife), im Alter verfärben sie sich rostrot. Das Sporenpulver ist von oliver bis zimtbrauner Farbe. Der Stiel des Rostroten Lärchen-Röhrlings hat eine Länge von vier bis elf Zentimetern. Er ist von zylindrischer oder bauchiger Form und nicht selten gebogen. Der gelbe oder orange-rote Stiel weist eine feine Netzzeichnung an der Spitze auf. Bei jungen Pilzen findet sich oftmals ein weißer Schleier zwischen Hutrand und Stiel, der sich im Laufe der Zeit verliert. Der Rostrote Lärchen-Röhrling verfügt über ein festes, zitronengelbes und im Alter besonders im Stielbereich ziegelbraunes Fleisch, das im Schnitt nach einigen Minuten rostbraun nachfärbt. Sowohl der Geruch als auch der Geschmack sind unauffällig.

### Mikroskopische Merkmale
Die elliptischen, glattwandigen und gelben Sporen sind 9 bis 16 Mikrometer lang und vier bis sechs Mikrometer breit.

## Artabgrenzung
Der Rostrote Lärchen-Röhrling kann in erster Linie mit anderen essbaren Schmierröhrlingen verwechselt werden, es besteht jedoch keine Ähnlichkeit mit giftigen Pilzen. Achtet man zudem auf den typischen Standort, besteht keine Verwechslungsgefahr mit anderen Pilzen.

## Ökologie

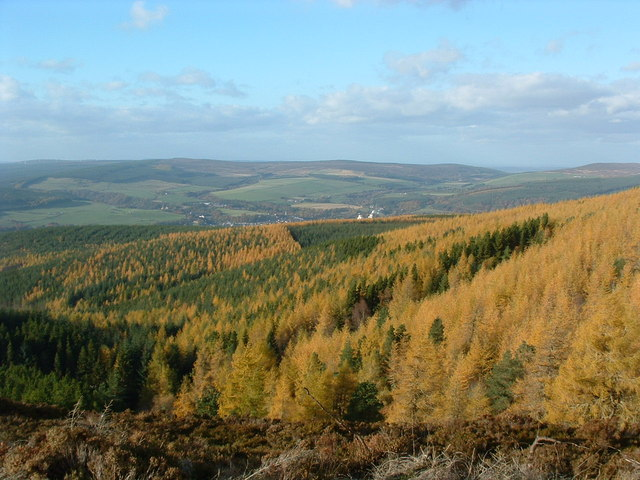
Ein Nadelmischwald im Herbst mit einem großen Bestand an Lärchen in ihrem goldgelben Nadelkleid

Der Rostrote Lärchenröhrling bildet ausschließlich mit Lärchen eine Mykorrhiza. Er benötigt zudem kalkreiche Böden und ist deshalb häufig in den Kalkalpen, jedoch selten im Flachland anzutreffen. Zu finden ist der Rostrote Lärchenröhrling zwischen Juli und Oktober.

## Verbreitung
Die Verbreitung des Rostroten Lärchenröhrlings umfasst ganz Mitteleuropa, bevorzugt montane Lagen wie die Alpen und ihre Ausläufer. Das Verbreitungsgebiet reicht von Norwegen und Schottland über Belgien, Deutschland und das nordwestliche Italien bis ins östliche Österreich.

## Bedeutung
Der Rostrote Lärchen-Röhrling ist essbar, wenn auch von wenig ausgeprägtem Geschmack.

## Pharmakologie
Ein Extrakt des Rostroten Lärchen-Röhrlings zeigt im Laborexperiment eine hemmende Wirkung gegenüber Thrombin.